# Trinomys mirapitanga
Trinomys mirapitanga és una espècie de mamífer rosegador de la família de les rates espinoses. És endèmica del sud-est del Brasil. El seu hàbitat natural són els boscos secundaris de plana, a prop de Caesalpinia echinata. Està amenaçada per la desforestació i la destrucció del seu entorn, tot i que no es disposa de dades sobre l'abundància d'aquesta espècie.